# Philippe Lussier
Philippe Lussier CSsR (* 3. Oktober 1911 in Weedon, Le Haut-Saint-François, Québec; † 9. Oktober 1986) war ein kanadischer Geistlicher und römisch-katholischer Bischof von Saint Paul in Alberta.

## Leben
Philippe Lussier trat in den Redemptoristenorden ein und legte am 15. August 1932 die Profess ab. Am 18. September 1937 empfing er das Sakrament der Priesterweihe.
Papst Pius XII. ernannte ihn am 16. Juni 1952 zum Bischof von Saint Paul in Alberta. Die Bischofsweihe spendete ihm der Apostolische Delegat in Kanada, Ildebrando Antoniutti, am 17. August desselben Jahres; Mitkonsekratoren waren sein Vorgänger Maurice Baudoux, Koadjutorerzbischof von Saint-Boniface, und der Erzbischof von Edmonton, John Hugh MacDonald.
Er nahm an allen vier Sitzungsperioden des Zweiten Vatikanischen Konzils teil.
Am 17. August 1968 nahm Papst Paul VI. seinen vorzeitigen Rücktritt an und ernannte ihn zum Titularbischof von Mutugenna. Auf den Titularsitz verzichtete er mit Wirkung vom 15. Dezember 1970.